# Contrapunct
Contrapunct este o noțiune din domeniul muzicii care definește o relație dintre două sau mai multe registre muzicale, care pot fi furnizate atât de instrumente cât și de voci omenești, care sunt independente în contur și ritm, dar sunt interdependente în armonie. Termenul este de origine latină, provenind din expresia punctum contra punctum (notă muzicală contra altei note muzicale).
Contrapunctul a fost în special folosit în muzica clasică, fiind dezvoltat în timpul Renașterii și mai apoi devenind dominant în muzica barocă. 
Contrapunctul a fost tehnica compozițională preferată în perioada de tranziție de la cântul Evului Mediu la sonata clasică.
Arta contrapunctului a început să se dezvolte în secolul al XV-lea, compozitorii dobândind o libertate în mișcarea vocilor polifonice, libertate care a mers până la nesocotirea textului literar. Vorbind despre rădăcinile școlii franco-flamande, unul dintre cei mai notorii teoreticieni ai vremii, flamandul Johannes Tinctoris (1435-1511), arăta că:
„Muzica în timpul nostru a obținut atât de mari succese, încât în ea se poate vedea «arta nouă», al cărei izvor trebuie căutat la englezi, care au avut drept conducător pe John Dunstable” (1390 - 1453).
Această Ars nova (arta nouă) reprezintă o cotitură hotărâtoare în istoria muzicii prin victoria artei sincere asupra celei scolastice.

## Istoric
Tehnica contrapuntală a cunoscut două perioade de înflorire: în secolul al XVI-lea renascentist, prin Giovanni Pierluigi da Palestrina (1525-1594), Orlando di Lasso (1532-1594), Tomás Luis de Victoria (1548-1611), și secolul al XVIII-lea baroc, prin Johann Sebastian Bach (1685-1750). 

Contrapunct într-un madrigal de Palestrina. Mi Bemol este folosit în măsurile 4 și 9 pentru evitarea tritonului cu Si Bemol.
Modurile folosite inițial au fost doric, frigic, lidic, mixolidic și cele plagale având prefixul hipo- (de exemplu, hipodoric) aflate cu o cvartă mai jos. Folosirea lui Si Bemol pentru evitarea tritonului cu Fa a dus, în timp, la recunoașterea modurilor ionic și eolian care au devenit modurile majore și minore. Modul locric nu a fost folosit.

Contrapunct într-un coral de J. S. Bachh.

## Regulile contrapunctului strict
Tehnica contrapuntală a fost folosită inițial exclusiv în lucrări corale. Din această cauză regulile contrapunctului strict respectă limitele unei voci obisnuite. Odată cu apariția lucrărilor instrumentale (de exemplu, pentru orgă), aceste reguli au fost relaxate. 

### Pentru fiecare voce
1. În fiecare voce notele variază frecvent cu intervale de secundă mica sau mare (1-2 semitonuri), terță mica sau mare (3-4), cvartă (5) și cvintă (7) perfecte. Octava (12) și creșterea cu o sextă mică sau mare (8-9) sunt folosite mai rar. Tritonul (6) și septimele (10-11) nu sunt folosite. Intervale micșorate sau mărite nu sunt folosite.
2. Când înălțimea unei note variază cu mai mult de o secundă, este recomandată o mișcare în sens contrar. Dacă au loc două variații succesive de mai mult de o secundă în aceeași direcție, este recomandabil ca a doua variație să fie mai mică decât prima.

### Combinarea vocilor
1. Intervalele considerate consonanțe sunt prima (0 semitonuri), terța mică și mare (3-4), cvinta perfectă (7), sexta mică și mare (8-9) și octava (12). Intervalele disonante sunt secunda mică și mare (1-2), cvarta (5), tritonul (6), septima (10-11) și toate intervalele mărite și micșorate. Contrapunctul strict pregătește și rezolvă toate disonanțele. 
2. Intersecția vocilor este minimală. Pentru individualitate, variația simultană a vocilor în aceeași direcție este evitată. În special, la primă, cvintă perfectă și octavă se ajunge prin mișcare contrară sau oblică. 

## Contrapunctul la mai multe voci
Contrapunctul la mai multe voci presupune o mai mare complexitate a ansamblului polifonic și, implicit, mai multe posibilități de expresie și combinare ale liniilor melodice de sine stătătoare.. 
Relațiile armonice care se stabilesc între voci sunt de tip consonant și disonant:
- Acordurile consonante, ca bază a schemei armonice a unei lucrări polifonice baroce, se întâlnesc în forma lor completă putând fi eliptice de unul din sunetele componente sau, dimpotrivă, unele dintre acestea să fie dublate.
- Disonanțele apar pe timpi slabi și pe fracțiuni slabe de timpi fie la o voce, fie la mai multe voci.

Distanțele dintre voci nu trebuie să fie exagerat de mari pentru a nu afecta omogenitatea țesăturii polifonice.
În contrapunctul la mai multe voci liniile melodice pot fi răsturnate realizându-se astfel un contrapunct triplu sau contrapunct cvadruplu.

## Compoziție
Realizarea unui contrapunct bun este un test standard. 
Urmând exemplul pedagogului vienez J. Fux (1660-1741), se începe cu o melodie fixă, denumita „cantus firmus”, la care se adaugă o a doua voce respectând regulile contrapunctului. Inițial, ambele voci au notele de aceeași durată. Ulterior, vocea adăugată are două, trei sau patru note pentru fiecare notă din „cantus firmus”. În final sunt permise note suspendate și disonanțe temporare, alături de note de orice durată.